# Марр, Лесли
Сэр Лесли Линн Марр (англ. Leslie Lynn Marr; 14 августа 1922 г. Дарем — 4 мая 2021 г.) — современный английский художник и автогонщик (Формула-1).
Сын полковника Джона Линна Марра. После ранней смерти отца Лесли в 9-летнем возрасте унаследовал права на титул и верфи своего деда, сэра Джеймса Марра. Образование получил в колледже Пембрук Кембриджского университета. Затем служил в королевских ВВС, закончил войну в звании капитана — в годы Второй мировой войны часть Л. Л. Марра стационировалась в Палестине. Вернувшись на родину, Марр изучает живопись в лондонском университете Саут Бэнк, под руководством Дэвида Бомберга. Окончив университет, художник работает там секретарём и участвует в многочисленных выставках.
В 1954 и 1955 годах Лесли Л.Марр участвует в Чемпионатах мира по автогонкам (Формула-1). В 1956 году он был четвёртым при розыгрыше New Zealand Grand Prix (Большой Приз Новой Зеландии).

## Результаты в Формуле-1
| Легенда к таблице |                                                                    |
| --- | ------------------------------------------------------------------ |
| В таблице перечислены результаты всех Гран-при Формулы-1, в которых принимал участие гонщик. Строками таблицы являются сезоны, столбцами — этапы чемпионата мира. В каждой клетке указаны сокращённое название этапа и результат, дополнительно обозначенный цветом. Расшифровка обозначений и цветов представлена в нижеследующей таблице. |                                                                    |
| \| Пример \| Описание \| \| ------------ \| ------------------------------------------------------------------ \| \| 1 \| Победитель \| \| 2 \| Второе место \| \| 3 \| Третье место \| \| 5 \| Финишировал, заработав очки \| \| Сход \| Не финишировал, но при этом заработал очки \| \| 12 \| Финишировал, не получив очков \| \| НКЛ \| Финишировал, но не попал в финальную классификацию \| \| 15 \| Участвовал вне зачёта, либо по отдельной классификации \| \| 18 \| Не финишировал, но попал в финальную классификацию \| \| Сход \| Не финишировал \| \| НКВ \| Не прошёл квалификацию \| \| НПКВ \| Не прошёл предквалификацию \| \| ДСК \| Дисквалифицирован \| \| ИСК \| Исключён из протокола соревнований \| \| ТТ \| Заявлен для участия только в тренировках \| \| НС \| Участвовал в квалификации, но не стартовал в гонке \| \| Т \| Травмирован или болен \| \| ОТК \| Отказ от участия \| \| НТР \| Прибыл на соревнования, но на трассу не выезжал \| \| НПР \| Был заявлен в числе участников, но не прибыл к началу соревнований \| \| О \| Соревнования отменены \| \| \| Не участвовал \| \| Поул-позиция \| \| \| Быстрый круг \| \| |                                                                    |
| Пример | Описание                                                           |
| 1 | Победитель                                                         |
| 2 | Второе место                                                       |
| 3 | Третье место                                                       |
| 5 | Финишировал, заработав очки                                        |
| Сход | Не финишировал, но при этом заработал очки                         |
| 12 | Финишировал, не получив очков                                      |
| НКЛ | Финишировал, но не попал в финальную классификацию                 |
| 15 | Участвовал вне зачёта, либо по отдельной классификации             |
| 18 | Не финишировал, но попал в финальную классификацию                 |
| Сход | Не финишировал                                                     |
| НКВ | Не прошёл квалификацию                                             |
| НПКВ | Не прошёл предквалификацию                                         |
| ДСК | Дисквалифицирован                                                  |
| ИСК | Исключён из протокола соревнований                                 |
| ТТ | Заявлен для участия только в тренировках                           |
| НС | Участвовал в квалификации, но не стартовал в гонке                 |
| Т | Травмирован или болен                                              |
| ОТК | Отказ от участия                                                   |
| НТР | Прибыл на соревнования, но на трассу не выезжал                    |
| НПР | Был заявлен в числе участников, но не прибыл к началу соревнований |
| О | Соревнования отменены                                              |
| | Не участвовал                                                      |
| Поул-позиция |                                                                    |
| Быстрый круг |                                                                    |

| Сезон | Команда        | Шасси                        | Двигатель          | Ш | 1   | 2   | 3   | 4   | 5      | 6        | 7   | 8   | 9   | Место | Очки |
| ----- | -------------- | ---------------------------- | ------------------ | - | --- | --- | --- | --- | ------ | -------- | --- | --- | --- | ----- | ---- |
| 1954  | Частная заявка | Connaught A Type             | Lea Francis 2,0 L4 | D | АРГ | 500 | БЕЛ | ФРА | ВЕЛ 13 | ГЕР      | ШВА | ИТА | ИСП | —     | 0    |
| 1955  | Частная заявка | Connaught B Type Streamlined | Alta 2,5 L4        | D | АРГ | МОН | 500 | БЕЛ | НИД    | ВЕЛ Сход | ИТА |     |     | —     | 0    |